# Jean de Penna
Jean de Penna (en italien, Giovanni da Penna), né en 1193 à Penna San Giovanni, alors possession des Etats Pontificaux et mort le 3 avril 1271 à Recanati, est un religieux de l'ordre des Frères mineurs. 
Disciple de saint François d'Assise dès 1213 il est envoyé en Languedoc avec d'autres frères pour y répandre l'ordre franciscain et y fonder plusieurs couvents.

## Biographie
Entré à l'âge de quinze ans chez les franciscains à Recanati il y fait sa profession religieuse en 1213. Il est plus tard ordonné prêtre.
Il obtient assez rapidement la confiance de François d'Assise qui en 1217 lui confie la mission d'aller avec une trentaine de frères établir l'ordre franciscain naissant dans le sud de la France actuelle. 
Pendant 25 ans il séjourne dans le Languedoc et en Provence prêchant contre les doctrines albigeoises et s'adonnant à la charité auprès des malades et autres lépreux de la région. 
De retour en Italie en 1242, il exerce la charge de supérieur dans de nombreux couvents avant de se retirer dans une vie plus contemplative. 
Il meurt le 3 avril 1271 à Recanati, ville où il était devenu franciscain. Le 20 décembre 1806 il est béatifié par le pape Pie VII. Son corps est conservé dans l'église San Francesco de Penna San Giovanni. Sa fête liturgique est fixée au 3 avril de chaque année.

## Vénération
Jean de Penna a été béatifié par le pape Pie VII le 20 décembre 1806 et est liturgiquement fêté le 3 avril de chaque année et le 31 octobre au sein de l'ordre franciscain.